# Íránské národy
Íránské národy jsou v současnosti rozmanitá Indoevropská etnolingvistická skupina, kterou tvoří mluvčí íránských jazyků.
Předpokládá se, že se protoíránský jazyk objevil jako samostatná Indoíránská větev v Střední Asii v polovině 2. tisíciletí před naším letopočtem. Pravděpodobně ještě jako jednotná skupina žili Indoíránci na přelomu 3. a 2. tisíciletí př. n. l. na sever a východ od Kaspického moře. To odpovídá jejich ztotožnění s archeologickou andronovskou kulturou ve stepích střední Asie a jihozápadní Sibiře, která vznikla migrací lidu kultury se šňůrovou keramikou z Evropy na východ. Již opuštěný výraz pro indoíránské kmeny je Árjové. V 16. století př. n. l. došlo k diferenciaci Indoárijců a Íránců.
Obyvatelé Oxuské kultury z horního toku řeky Amudarja na jihu střední Asie, kteří vzešli z neolitických zemědělců z Íránské vysočiny, pravděpodobně hráli významnou roli v migraci nomádských indoíránských kmenů andronovské kultury ze střední Asie do jejich pozdějších sídel na jihu. Během této expanze příslušníci andronovské kultury nejspíše převzali tuto městskou kulturu a smísili se s jejími obyvateli.
Na vrcholu své expanze v polovině 1. tisíciletí před naším letopočtem se jimi obývané území táhlo od íránské vysočiny a celé eurasijské stepi po velkou dunajskou kotlinu na západě k Ordosu na východě.
Západoíránská Perská říše ve své době dominovala starověkému světu, přičemž zanechala významné kulturní dědictví, zatímco východoíránští nomádi ze stepí sehráli rozhodující roli ve vývoji euroasijského kočovnictví a hedvábné stezky. 
Mezi starověké Íránce patří Alani, Baktrové, Massagetové, Médové, Chórezmové, Parthové, Sakové, Sarmati, Skytové, Sogdianci a další ve Střední Asii, Kavkaze, Východní Evropě a íránské vysočině.
V 1. tisíciletí našeho letopočtu byla jejich oblast osídlení zmenšena v důsledku slovanských, germánských, turkických a mongolských expanzí. Mnoho z nich se stalo předmětem slavizace.
Do íránských národů současnosti patří Balúčové, Kurdové, Gílánci, Lúrové, Mázandaránci, Oseti, Paštunové, Pamírci, Peršané, Tádžikové a Talyšové. Obývají oblast íránské plošiny po Kavkaz na severu, perský záliv na jihu, Sin-ťiang na východě a po východní Turecko na západě.